# Popovice, Uherské Hradiště
Popovice là một làng thuộc huyện Uherské Hradiště, vùng Zlínský, Cộng hòa Séc.